# Open Parc Auvergne-Rhône-Alpes Lyon 2024
L'Open Parc Auvergne-Rhône-Alpes Lyon 2024 è stato un torneo di tennis giocato sulla terra rossa. È stata la 7ª edizione del torneo facente parte dell'ATP Tour 250 nell'ambito dell'ATP Tour 2024. Si è giocato al Vélodrome Georges Préveral del Parc de la Tête d'Or di Lione, in Francia, dal 19 al 25 maggio 2024.

## Partecipanti al singolare

### Teste di serie
| Nazionalità | Giocatore               | Ranking* | Testa di serie |
| ----------- | ----------------------- | -------- | -------------- |
| Francia     | Ugo Humbert             | 15       | 1              |
| Kazakistan  | Aleksandr Bublik        | 17       | 2              |
| Francia     | Adrian Mannarino        | 21       | 3              |
| Argentina   | Francisco Cerúndolo     | 22       | 4              |
| Stati Uniti | Frances Tiafoe          | 25       | 5              |
| Argentina   | Tomás Martín Etcheverry | 28       | 6              |
| Argentina   | Mariano Navone          | 31       | 7              |
| Francia     | Gaël Monfils            | 38       | 8              |

* Ranking al 6 maggio 2024.

#### Altri partecipanti
I seguenti giocatori hanno ricevuto una wildcard per il tabellone principale:
- Richard Gasquet
- Giovanni Mpetshi Perricard
- Alexandre Müller

I seguenti giocatori sono entrati nel tabellone principale passando dalle qualificazioni:

- Tarō Daniel
- Nikolás Sánchez Izquierdo
- Daniel Elahi Galán
- Hugo Gaston

I seguenti giocatori sono entrati in tabellone come lucky loser:
- Pedro Cachín
- Javier Barranco Cosano
- Sebastian Fanselow

### Ritiri
Prima del torneo
- Félix Auger-Aliassime → sostituito da  Yoshihito Nishioka
- Nuno Borges → sostituito da  Mackenzie McDonald
- Arthur Fils → sostituito da  Jaume Munar
- Gaël Monfils → sostituito da  Sebastian Fanselow
- Mariano Navone → sostituito da  Javier Barranco Cosano
- Alejandro Tabilo → sostituito da  Arthur Rinderknech
- Zhang Zhizhen → sostituito da  Pedro Cachín

## Partecipanti al doppio

### Teste di serie
| Nazione   | Giocatore         | Nazione   | Giocatore              | Ranking* | Testa di serie |
| --------- | ----------------- | --------- | ---------------------- | -------- | -------------- |
| Messico   | Santiago González | Francia   | Édouard Roger-Vasselin | 23       | 1              |
| Argentina | Máximo González   | Argentina | Andrés Molteni         | 33       | 2              |
| Belgio    | Sander Gillé      | Belgio    | Joran Vliegen          | 38       | 3              |
| Francia   | Sadio Doumbia     | Francia   | Fabien Reboul          | 63       | 4              |

* Ranking al 6 maggio 2024.

### Altri partecipanti
Le seguenti coppie di giocatori hanno ricevuto una wildcard per il tabellone principale:
- Jonathan Eysseric /  Fabrice Martin
- Tristan Lamasine /  Tom Paris

La seguente coppia di giocatori è entrata in tabellone come alternate:
- Théo Arribagé /  Victor Vlad Cornea

### Ritiri
Prima del torneo
- William Blumberg /  John Peers → sostituiti da  Diego Hidalgo /  John Peers
- Roberto Carballés Baena /  Pedro Martínez → sostituiti da  Théo Arribagé /  Victor Vlad Cornea
- Diego Hidalgo /  Alejandro Tabilo → sostituiti da  Luciano Darderi /  Fernando Romboli
- Denys Molčanov /  John-Patrick Smith → sostituiti da  Evan King /  Denys Molčanov
- Rajeev Ram /  Joe Salisbury → sostituiti da  Luke Johnson /  Skander Mansouri

## Punti
| Evento    | V   | F   | SF  | QF | 2T   | 1T | Q    | Q2   | Q1   |
| Singolare | 250 | 165 | 100 | 50 | 25   | 0  | 13   | 7    | 0    |
| Doppio    | 250 | 150 | 90  | 45 | N.D. | 0  | N.D. | N.D. | N.D. |

## Montepremi
| Evento    | V        | F        | SF       | QF       | 2T       | 1T      | Q2      | Q1      |
| Singolare | 88 125 € | 51 400 € | 30 220 € | 17 510 € | 10 165 € | 6 215 € | 3 105 € | 1 695 € |
| Doppio*   | 30 610 € | 16 380 € | 9 600 €  | 5 370 €  | N.D.     | 3 160 € | N.D.    | N.D.    |

*per team

## Campioni

### Singolare
Giovanni Mpetshi Perricard ha sconfitto in finale  Tomás Martín Etcheverry con il punteggio di 6-4, 1-6, 7-6(7).
- È il primo titolo in carriera per Mpetshi Perricard.

### Doppio
Harri Heliövaara /  Henry Patten hanno sconfitto in finale  Yuki Bhambri /  Albano Olivetti con il punteggio di 3-6, 7-6(4), [10-8].